# Pegoscapus aerumnosus
Pegoscapus aerumnosus is een vliesvleugelig insect uit de familie vijgenwespen (Agaonidae). De wetenschappelijke naam is voor het eerst geldig gepubliceerd in 1938 door Grandi.